# Sidi Makhlouf
Sidi Makhlouf (anciennement Auberge durant l'époque de l'Algérie française) est une commune de la wilaya de Laghouat en Algérie.